# Бобровников Микола Іванович
Микола Іванович Бобровников (рос. Михаил Иванович Бобровников 14 грудня 1909, місто Ряжськ Рязанської губернії, тепер Рязанської області — 13 лютого 1991, Москва) — радянський державний діяч, голова виконавчого комітету Московської міської ради депутатів трудящих, заступник голови Державної науково-економічної ради Ради міністрів СРСР — міністр СРСР. Депутат Верховної Ради СРСР 4—5-го скликань. Член ЦК КПРС (1956—1961).

## Життєпис
Народився в родині вагаря.
У 1925—1926 роках — чорнороб хлібної інспекції елеватора міста Ряжська Рязанської губернії.
У 1926—1927 роках — робітник з ремонту колії залізничної ділянки служби шляху станції Ряжськ. У 1927—1928 роках — робітник паровозного депо станції Ряжськ Рязанської губернії.
У 1928—1932 роках — студент Московського інженерно-будівельного інституту.
Член ВКП(б) з 1931 року.
У 1932 році — помічник начальника цеху очищення води Рубльовської водопровідної станції міста Москви.
У 1932—1934 роках — червоноармієць 56-го прикордонного загону, командир взводу кавалерійського полку внутрішніх військ ОДПУ.
У 1934—1939 роках — заступник начальника станції, начальник цеху очищення води, головний інженер Рубльовської водопровідної станції міста Москви.
У 1939—1947 роках — начальника Сталінської (Східної) водопровідної станції міста Москви.
У 1947—1948 роках — головний інженер — заступник начальника, у 1948—1949 роках — начальник управління водопровідно-каналізаційного господарства виконавчого комітету Московської міської ради депутатів трудящих.
У 1949—1950 роках — заступник голови, у 1950—1956 роках — 1-й заступник голови виконавчого комітету Московської міської ради депутатів трудящих.
2 лютого 1956 — 2 вересня 1961 року — голова виконавчого комітету Московської міської ради депутатів трудящих.
У липні 1961 — листопаді 1962 року — заступник голови Державної науково-економічної ради Ради міністрів СРСР — міністр СРСР (з вересня 1961 року).
У 1963—1981 роках — начальник відділу житлового і комунального господарства та розвитку міст, у 1981—1983 роках — начальник відділу житлового та комунального господарства Державної планової комісії (Держплану) СРСР.
З листопада 1983 року — персональний пенсіонер союзного значення в Москві.
Похований на Ваганьковському цвинтарі Москви.

## Нагороди
- три ордени Леніна (12.12.1959,)
- орден Жовтневої Революції (13.12.1979)
- два ордени Трудового Червоного Прапора
- орден Вітчизняної війни І ст.
- орден Червоної Зірки
- медалі